# Metsä Group
Metsä Group (tidligere Metsäliitto Group) er en finsk skovbrugs-industrikoncern. Kooperativet Metsä er ejet af 125.000 finske skovejere gennem Metsäliitto Cooperative. I 2012 havde koncernen en omsætning på 5 mia. Euro og 11.500 ansatte, koncernens omsætning gjorde det til europas største koorperativ. Metsä er tilstede i 30 lande gennem en række datterselskaber og med hovedkvarter i Helsinki. Koncernens primære forretningsområder er tissue og madlavningspapir i selskabet Metsä Tissue, board (pap og papir) i Metsä Board, pulp i Metsä Fibre, træprodukter i Metsä Wood, såvel som træhandel og skovbrugsservices. De vigtigste industrifaciliteter omfatter savværker, papirmøller og cellulosepulpværker.

## Historie
Metsäliitto Cooperative kan spore sin oprindelse tilbage til koorporativ-bevægelsen, som i Finland begyndte i begyndelsen af 1900-tallet. Det begyndte med fælles salg og i 1934 blev Metsäliitto Oy etableret, først med fokus på tømmer-eksport. Metsäliitto blev et kooporativ i 1947 og begyndte at drive savværker. I 1950'erne udvidede Metsäliitto med kemisk skovbrugsindustri.
Skovindustrien voksede og blev internationaliseret op igennem 1960'erne, hvor sektoren blev en af de vigtigste i finsk selvforståelse.